# Grande Randonnée

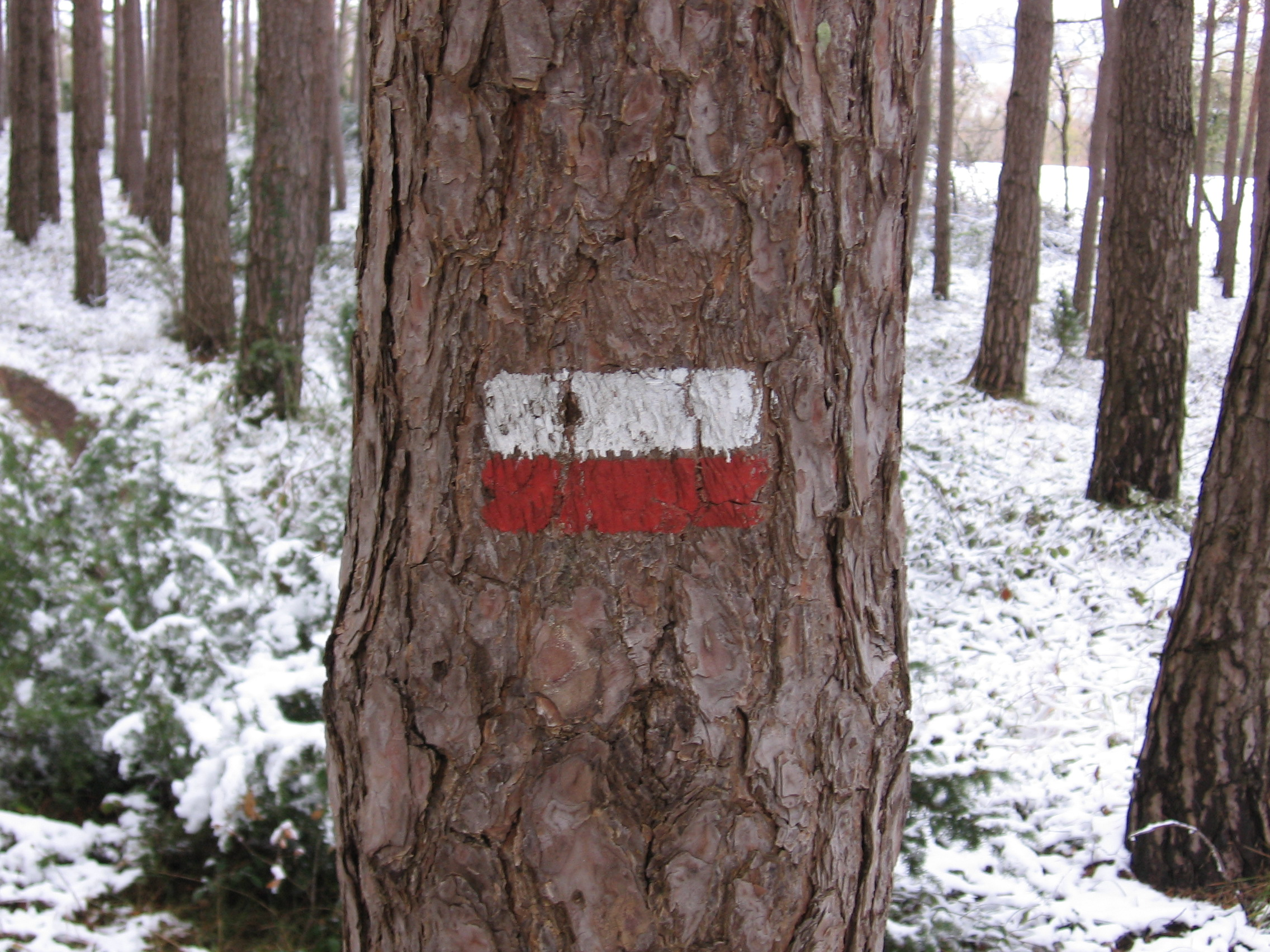
Segnale di marcatura dei percorsi del Grande Randonnée

La Grande Randonnée (in sigla GR) è una rete di sentieri escursionistici a lunga percorrenza diffusa in Francia, Belgio, Paesi Bassi e Spagna. Sono contrassegnati da un segnale costituito da una striscia bianca al di sopra di una striscia rossa. In Francia, la rete è gestita dalla "Fédération Française de la Randonnée Pédestre", in Spagna dalla "Federación española de deportes de montaña y escalada". Molti percorsi della GR fanno parte della più estesa Rete sentieristica europea.